# Antonin Ver
Pour les articles homonymes, voir Ver.
Antonin Ver, né le 11 juillet 1904 à Lafrançaise et mort le 3 janvier 1997 à Villebrumier, est un homme politique français, député radical de gauche de Tarn-et-Garonne sous la Ve République.

## Biographie
Il meurt le 3 janvier 1997 à l'âge de 92 ans.
Il fut résistant pendant la Seconde Guerre Mondiale sous le pseudonyme de Capitaine Nito, dans la 13e compagnie de l’armée secrète de Tarn-et-Garonne.

## Détail des fonctions et des mandats
Mandat parlementaire
- 25 novembre 1962 - 2 avril 1978 : Député de Tarn-et-Garonne

Mandat local
- 1960 - 1973 : Conseiller général du Canton de Lafrançaise
- 1957 - 1971 : Maire de Lafrançaise